# 方兰 (1969年)
方兰（1969年10月—），女，汉族，湖北荆门人，中华人民共和国政治人物，中国民主建国会会员，第十三届全国人民代表大会陕西省代表。

## 生平
2018年，方兰被选为陕西省出席第十三届全国人民代表大会代表。